# Barbie i magia tęczy
Barbie i magia tęczy (ang. Barbie Fairytopia: Magic Rainbow, 2007) – amerykański film animowany z lalką Barbie w roli głównej.

## Fabuła
Bajka opowiada kolejną część przygód wróżki Eliny. Tym razem Elinę odwiedza Azura aby przekazać jej, że wybrała ją jako swą uczennicę do nauki Wiosennego Lotu. Elina zgadza się. Lecąc do pałacu, spotyka ucznia - Lipca, który także jest tu dla nauki wiosennego lotu. Jak się okazuje, tylko Lipiec i Radość są mili dla Eliny, za to reszta uczniów wprost przeciwnie. Elina pomaga żabie, która okazuje się być Laverną. Opiekunowie zostają uśpieni i uczniowie muszą wykonać wiosenny lot. Jednak pod postacią Błyskotki( jednej z uczennic) ukrywa się Laverna. Na szczęście Elina ratuje Błyskotkę i wszyscy pokonują Lavernę. W ostatniej chwili udaje się uwolnić pierwszą wiosenną tęcze.

## Obsada
- Kathleen Barr – Laverna
- Kelly Sheridan – Elina
- Venus Terzo – Azura

i inni

## Wersja polska
W wersji polskiej udział wzięli:
- Beata Wyrąbkiewicz – Elina
- Agnieszka Kunikowska – Azura
- Małgorzata Gudejko-Masalska – Laverna
- Lee Tockar – Bibi
- Cathy Weseluck – Didi
- Tomasz Steciuk –
  - Max,
  - Bajan
- Julia Kołakowska – Radość
- Leszek Zduń – Lipiec
- Brygida Turowska-Szymczak – Czarodziejka
- Marek Robaczewski – Grzybiak
- Anna Sztejner – Jasnota
- Joanna Jabłczyńska –
  - Chryzantema,
  - Mała Pixie
- Katarzyna Łaska – Migotka
- Joanna Węgrzynowska – Delfina
- Monika Pikuła – Błyskotka
- Stefan Knothe – Tourmaline
- Izabela Dąbrowska – Topaz

Dialogi: Barbara Robaczewska

Reżyseria: Joanna Węgrzynowska

Zgranie: Jens Ryberg

Kierownictwo produkcji: Beata Jankowska

Koordynator produkcji: Agnieszka Zwolińska

Wersja polska: Sun Studio